# محمد حجاب
محمد حجاب (متولد ۵ اکتبر ۱۹۹۱) یک محقق مسلمان بریتانیایی، فعال حقوق بشر، نویسنده و اینفلوئنسر است که به‌دلیل روشنفکری عمومی خود در فلسفه دین، سیاست و جامعه شناخته می‌شود. او یکی از بنیانگذاران موسسه ساپینس و مدرس دانشگاه عربی کمبریج است. 
او که دارای مدارک دانشگاهی در رشته‌های متنوع است، با چهره‌هایی مانند جردن پترسون و نوام چامسکی گفتگو داشته و با افرادی از جمله ویلیام لین کریگ، دیوید وود، آلن درشویتز و آیان هیرسی علی مناظره داشته است. مناظره تلویزیونی او با شمولی بوتیچ در مورد مناقشه غزه و اسرائیل در برنامه «پیرز مورگان بدون سانسور» از جمله پربیننده‌ترین مناظره‌ها در این زمینه است. او یکی از چهره‌های برجسته در ناآرامی‌های لستر بود و به‌خاطر انتقاداتش از صهیونیسم، لیبرالیسم و خداناباوری شناخته می‌شود. 
فعالیت‌ها و اظهارنظرهای او واکنش‌های متفاوتی را به دنبال داشته است که منجر به لغو رویدادهایی در کشورهایی مانند کانادا و ایرلند و ممنوعیت در هلند شده است. در سال ۲۰۲۴، او همچنین در یک سریال تلویزیونی در لندن با عنوان «دست‌های سوزان» ظاهر شد که در آن نقش اصلی را ایفا کرد. در همان سال، او اولین حضور حرفه‌ای خود را در هنرهای رزمی ترکیبی در مسابقات یوام‌ام‌ای ۳ در کاونتری، انگلستان تجربه کرد و در راند سوم با ناک‌اوت فنی پیروز شد.

## اوایل زندگی
محمد حجاب در ۵ اکتبر ۱۹۹۱ در لندن، انگلستان، از والدین مهاجر مصری متولد شد.  او دارای مدرک لیسانس علوم سیاسی از دانشگاه کوئین مری لندن، لیسانس علوم عربی و اسلامی از دانشگاه الازهر مصر، فوق لیسانس مطالعات اسلامی از دانشکده مطالعات شرقی و آفریقایی، فوق لیسانس تاریخ از دانشگاه کوئین مری و فوق لیسانس الهیات کاربردی از دانشگاه آکسفورد است.  او در حال‌حاضر مشغول تحصیل در مقطع دکتری در رشته فلسفه دین در دانشگاه بیرمنگام است. حجاب یکی از بنیانگذاران مؤسسه ساپینس است، جایی که او به‌عنوان محقق و مدرس و همچنین مدرس زبان عربی در کالج عربی کمبریج فعالیت می‌کند.
حجاب از ۱۶ ژوئن ۲۰۱۵، شروع به آپلود محتوا در یوتیوب کرد و کار خود را با ویدیویی در مورد تلفظ زبان عربی آغاز کرد. در ماه مه ۲۰۱۸، قرارداد تدریس کارآموزی او در آکادمی هریس رینهام در شرق لندن پس از حضورش در یک تجمع آزادی بیان در وایت‌هال فسخ شد.

## سخنرانی عمومی

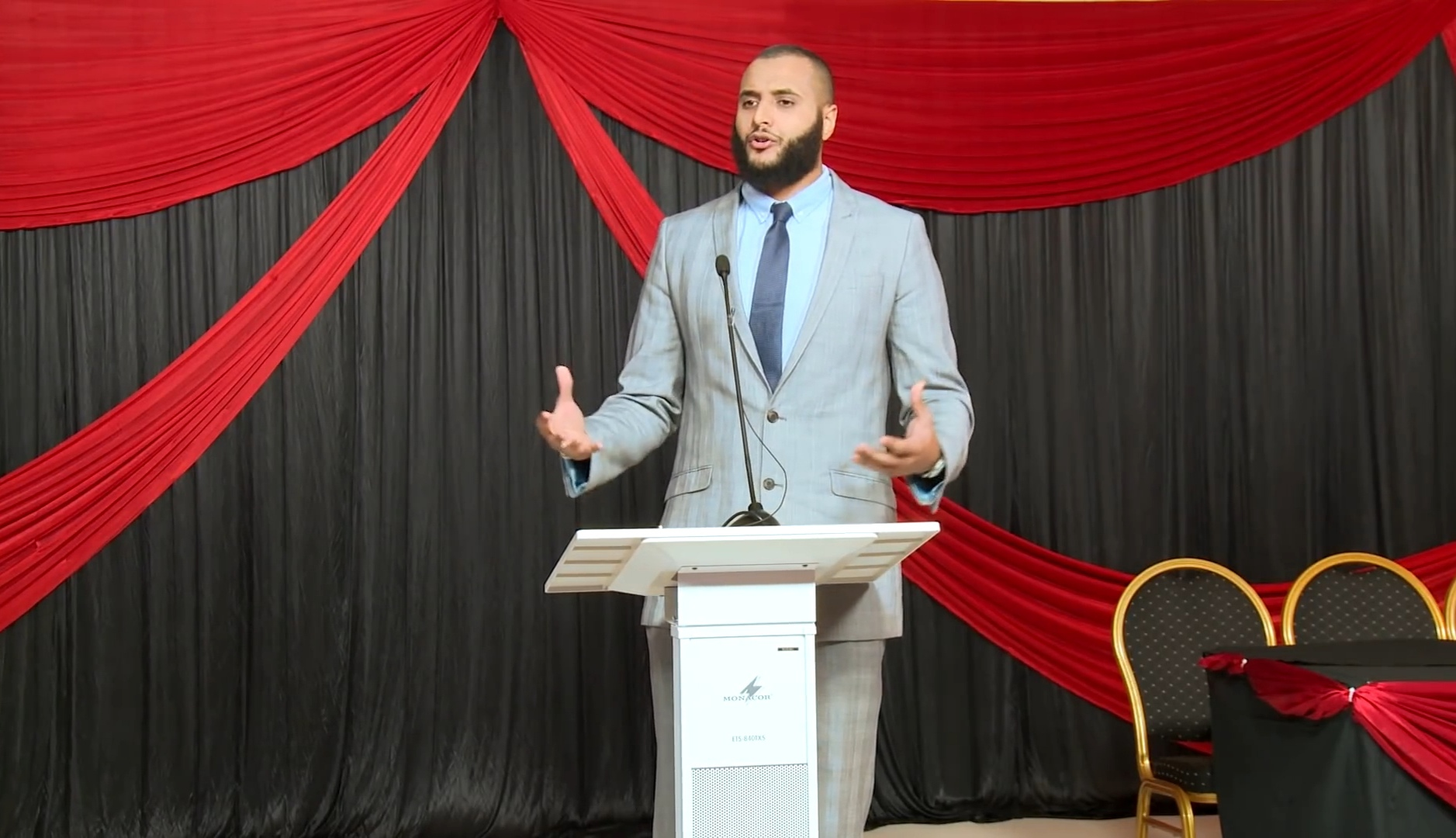
محمد حجاب در کنفرانس صلح اسکاندیناوی ۲۰۱۸، نقدی اسلامی بر ارزش‌های لیبرال ارائه می‌دهد

حجاب به‌خاطر مشارکت در گفتمان عمومی در مورد دین، سیاست و مسائل اجتماعی از طریق پلتفرم‌های آنلاین شناخته شده است.  او با چهره‌های شناخته‌شده‌ای از جمله نورمن فینکلشتاین، استاد دانشگاه، در سال ۲۰۲۰، نوام چامسکی، زبان‌شناس، در سال ۲۰۲۱، جردن پیترسون، روانشناس، در سال‌های ۲۰۲۱ و ۲۰۲۲، و اندرو تیت، شخصیت آنلاین، پس از گرویدنش به اسلام در سال ۲۰۲۲، مصاحبه و مناظره کرده است.  موضوع بحث با پیترسون بر گفتگوی بین ادیان، تفاسیر اسلام و لزوم گفتگوهای دشوار در مورد دین متمرکز بود. حجاب همچنین در مناظرات کلامی و فلسفی با مدافعان مسیحی مانند دیوید وود در سال ۲۰۱۸، ویلیام لین کریگ در سال ۲۰۲۴، آیان حرصی علی در سال ۲۰۲۲ و در یک مناظره انجمن دانشگاه آکسفورد در سال ۲۰۲۰ شرکت داشته است.
مشارکت حجاب در بحث‌های مربوط به درگیری فلسطین و اسرائیل توجه رسانه‌ها و سیاستمداران را به خود جلب کرده است. در اکتبر ۲۰۲۳، او در برنامه‌ی «پیرز مورگان بدون سانسور» حضور یافت تا در مورد جنگ جاری غزه صحبت کند.  در نوامبر ۲۰۲۳، او با خاخام شمولی بوتیک، ساکن ایالات متحده، مناظره کرد و پس از آن، حجاب توییتی منتشر کرد که در آن با الفاظی تحریک‌آمیز به یک سرباز اسرائیلی اشاره کرده بود و بوتیک را بر آن داشت تا موضوع را به مقامات آمریکایی گزارش دهد.  روزنامه وطن از آنچه «پیروزی» حجاب بر بوتیک نامید، خبر داد.  تقریباً در همان زمان، حجاب به خبرگزاری آناتولی گفت که رهبران و جمعیت‌های مسلمان باید عزم بیشتری در رسیدگی به بی‌عدالتی‌ها در غزه نشان دهند و نقش بالقوه ترکیه را به‌دلیل نفوذ ژئوپلیتیکی‌اش برجسته کرد. او همچنین ایالات متحده و اتحادیه اروپا را به داشتن استانداردهای دوگانه در قبال اقدامات اسرائیل متهم کرد.  در سال ۲۰۲۴، حجاب در برنامه‌ی پیرز مورگان، این بار با آلن درشویتز، استاد حقوق هاروارد، درگیری دیگری داشت. بحث زمانی بالا گرفت که حجاب، درشویتز را در برنامه به «منحرف» بودن متهم کرد. درشویتز تهدید به اقدام قانونی به‌دلیل افترا کرد، در حالی که حجاب بر موضع خود پافشاری کرد و اظهار داشت که آماده‌ی طرح دعوی است.
برخی از حضورهای عمومی حجاب در کشورهای غربی به دلیل ادعاهایی مبنی بر ترویج لفاظی‌های افراطی با واکنش‌های منفی روبرو شده است. در مارس ۲۰۲۳، یک رویداد سخنرانی در کالج ترینیتی دوبلین که توسط گروه‌های دانشجویی اسلامی برگزار شده بود، به‌دلیل نگرانی‌های امنیتی لغو شد. منتقدان، از جمله گروه‌های مبارزات دانشجویی و افسران برابری، به ارتباط حجاب با اندرو تیت و انتقاد او از فمینیسم و حقوق ال‌جی‌بی‌تی اعتراض کردند.  قرار بود حجاب در کانادا در کنفرانس «احیای ریشه‌ها» در برلینگتون در فوریه ۲۰۲۵ سخنرانی کند، اما این رویداد پس از آنکه مقامات محلی، از جمله شهردار ماریان میدوارد، نگرانی‌های خود را در مورد نفرت‌پراکنی ابراز کردند، لغو شد. در همان ماه، دولت هلند پیش از حضور حجاب در نمایشگاه رمضان در اوترخت، با استناد به نگرانی‌ها در مورد نفرت‌پراکنی، ممنوعیت ورود را برای او اعمال کرد. این ممنوعیت به‌دلیل کمبود شواهد و مدارک توسط دادگاهی در لاهه لغو شد. در طول این رویداد، حجاب از این حکم استقبال کرد و از آنچه که او تلاش‌های غرب برای سرکوب صداهای اسلامی می‌دانست، انتقاد کرد.  در نروژ، نماینده مجلس، کیل اینگولف روپستد، در مراسمی در اسلو، نگرانی‌هایی را در مورد سخنرانی حجاب مطرح کرد و ادعا کرد که این سخنرانی به خشونت مشروعیت می‌بخشد. حجاب این اتهامات را رد کرد و با یک پاسخ مفصل، روپستد را به افترا و تحریف آموزه‌های اسلامی در مورد شهادت و خودکشی متهم کرد.